# العلاقات التوفالية الكوستاريكية
العلاقات التوفالية الكوستاريكية هي العلاقات الثنائية التي تجمع بين توفالو وكوستاريكا.

## مقارنة بين البلدين
هذه مقارنة عامة ومرجعية للدولتين:
| وجه المقارنة                                              | توفالو                         | كوستاريكا                                 |
| --------------------------------------------------------- | ------------------------------ | ----------------------------------------- |
| المساحة (كم2)                                             | 26                             | 51.10 ألف                                 |
| عدد السكان (نسمة)                                         | 11.19 ألف                      | 4.91 مليون                                |
| الكثافة السكانية (ن./كم²)                                 | 43.04 ألف                      | 96.09                                     |
| العاصمة                                                   | فونافوتي                       | سان خوسيه                                 |
| اللغة الرسمية                                             | اللغة التوفالوية، لغة إنجليزية | اللغة الإسبانية                           |
| العملة                                                    | دولار توفالو                   | كولون كوستاريكي                           |
| الناتج المحلي الإجمالي (بليون دولار)                      | 39.73 مليون                    | 57.06 مليار                               |
| الناتج المحلي الإجمالي (تعادل القوة الشرائية) بليون دولار | 38.93 مليون                    | 74.98 مليار                               |
| الناتج المحلي الإجمالي الاسمي للفرد دولار أمريكي          | 3.29 ألف                       | 11.26 ألف                                 |
| الناتج المحلي الإجمالي للفرد دولار أمريكي                 | 3.77 ألف                       | 14.92 ألف                                 |
| مؤشر التنمية البشرية                                      |                                | 0.766                                     |
| رمز المكالمات الدولي                                      | +688                           | +506                                      |
| رمز الإنترنت                                              | .tv                            | .cr، قائمة نطاقات المستوى الأعلى للإنترنت |
| المنطقة الزمنية                                           | ت ع م+12:00                    | 00                                        |

## منظمات دولية مشتركة
يشترك البلدان في عضوية مجموعة من المنظمات الدولية، منها:
| علم المنظمة | اسم المنظمة                   | تاريخ انضمام توفالو | تاريخ انضمام كوستاريكا |
| ----------- | ----------------------------- | ------------------- | ---------------------- |
|             | مؤسسة التنمية الدولية         | 24 يونيو 2010       | 30 يونيو 1961          |
|             | الأمم المتحدة                 | 5 سبتمبر 2000       | 2 نوفمبر 1945          |
|             | البنك الدولي للإنشاء والتعمير | 24 يونيو 2010       | 8 يناير 1946           |
|             | الاتحاد البريدي العالمي       | ?                   | ?                      |
|             | يونسكو                        | 21 أكتوبر 1991      | 19 مايو 1950           |
|             | منظمة حظر الأسلحة الكيميائية  | ?                   | ?                      |
|             | الاتحاد الدولي للاتصالات      | 15 أغسطس 1996       | 13 سبتمبر 1932         |

## وصلات خارجية
- موقع وزارة الخارجية الكوستاريكية